# Orasín
Orasín (německy Uhrissen) je malá vesnice v Krušných horách v okrese Chomutov. Nachází se 8,5 kilometru severně od Chomutova a pět kilometrů severozápadně od Jirkova v nadmořské výšce okolo 565 metrů. Byla založena nejspíše ve čtrnáctém století a většinu historie patřila k červenohrádeckému nebo ahníkovskému panství. Obyvatelé se živili především málo výnosným zemědělstvím, chovem dobytka, prací v lese a zpracováním dřeva. Až do poloviny dvacátého století byl Orasín samostatnou obcí, ale roku 1954 se stal částí obce Boleboř. V roce 2011 v něm trvale žilo 36 obyvatel.

## Název
Název vesnice byl odvozen z osobního jména Orasa ve významu Orasův dvůr, nebo podle místa, odkud mohla být založena, tj. podle Orasic. V historických pramenech se jméno vesnice vyskytuje ve tvarech: Wrasin (1383), Vrasín (1542), Oriczen (1549), Worasyn (1555, 1561 a 1577), Vrysen (1623), Uhrisen (1787) a Uhrissen (1846).

## Historie
První písemná zmínka o vesnici pochází z roku 1383 a zmiňuje clo, které se v Orasíně vybíralo. Clo nebo samotná vesnice patřila k panství hradu Nový Žeberk. Zprávy z dalších století jsou ojedinělé. V roce 1454 byla vesnice součástí červenohrádeckého panství v držení Alberta z Konipas a roku 1577 předal August z Gersdorfu a Červeného hrádku třinácti orasínským poddaným pozemky do dědičného užívání. O rok později požádal Paul Fritsch z Orasína o povolení k obnově pily na pozemcích, které dříve patřily k vesnici Roschlitz.
V roce 1578 se majitelem panství stal Bohuslav Felix Hasištejnský z Lobkovic, po kterém je převzal jeho syn Bohuslav Jáchym Hasištejnský z Lobkovic. Bohuslav po smrti své manželky vyměnil rozsáhlé chomutovské panství s Jiřím Popelem z Lobkovic, kterému patřilo až do jeho mocenského pádu v roce 1594, kdy mu byl zkonfiskován veškerý majetek. Rozsáhlý Popelův majetek byl po částech rozprodán. Orasín koupil roku 1605 Linhart Štampach ze Štampachu, a připojil ho k ahníkovskému panství. Za Linhartova syna Jana Jindřicha ze Štampachu bylo panství převedeno k Březnu. Po potlačení českého stavovského povstání mu byl majetek zabaven, a do zástavy jej získal hrabě Jaroslav Bořita z Martinic, od kterého je koupil jeho zeť Florián Žďárský ze Žďáru.
Po třicetileté válce byla vesnice ve špatném stavu. Pět usedlostí bylo pustých. Dvanáct orasínských sedláků vlastnilo 27 potahů, 36 krav, čtyřicet jalovic, sedmnáct prasat a osm koz. Dalších osm chalupníků mělo sedm potahů, šestnáct krav, jedenáct jalovic, tři prasata a dvě kozy. Osm poddaným nemělo větší majetek, pouze třem z nich patřilo celkem pět krav a jedna koza.
Roku 1725 byla postavena a vysvěcena kaple, která byla udržována z výnosů fondu padesáti zlatých, ze kterého se půjčovaly obyvatelům vesnice peníze s pětiprocentním úrokem. Tereziánský katastr z roku 1748 uvádí v Orasíně dva tkalce, dva truhláře, kováře a krejčího, mlýny o jednom a dvou kolech. Kromě toho ve vsi fungovala škola. Ke konci osmnáctého století vesnice zchudla. K hlavním zdrojům obživy patřilo pěstování lnu, předení a tkaní plátna, obchod se dřevem nebo chov dobytka. Kromě mlýnů byla ve vesnici cihelna, stoupa na tříslo a vrchnostenská pila. V polovině devatenáctého století k nim přibyla dříve uzavřená olejna a další dva mlýny. Obyvatelé zpracovávali dřevo, paličkovali krajky, pěstovali kapustu. Výnosný byl chov dobytka, ale pěstování lnu ustupovalo.
Na přelomu devatenáctého a dvacátého století v Orasíně stály tři hostince, z nichž v jednom byl také obchod, dvě pily, dva mlýny, dvě soustružny dřeva a jedna dílna na výrobu šindelů. Děti chodily do školy v Boleboři. Spolek dobrovolných hasičů působil od roku 1906. V období mezi světovými válkami se Orasín stal oblíbeným výletním a rekreačním střediskem. Na konci druhé světové války vznikla již 4. května 1945 správní komise, v jejímž čele stanul jediný orasínský Čech František Šebek.

## Přírodní poměry
Orasín stojí v jihovýchodní části stejnojmenného katastrálního území o rozloze 4 km² v Ústeckém kraji, jeden kilometr západně od Boleboře, 8,5 kilometru severně od Chomutova a pět kilometrů severozápadně od Jirkova. Vesnice se nachází ve spodní části mělkého údolí drobného přítoku Bíliny, která tvoří jižní hranici katastrálního území. Kromě Bíliny se v oblasti nenacházejí žádné větší vodní toky nebo plochy.
Geologické podloží tvoří prekambrické dvojslídné a biotitické ruly a předvariské intruzivní horniny a horniny neznámého stáří, které jsou často deformované a metamorfované. Zastupují je různé druhy metagranitů až metagranodioritů a ortoruly. První druh hornin se vyskytuje v severní části území, zatímco předvariské horniny převažují v jižní části. Hranice mezi oběma oblastmi vede přibližně od severního okraje Mezihoří k jižní části Boleboře.
V geomorfologickém členění Česka oblast leží v geomorfologickém celku Krušné hory a podcelku Loučenská hornatina. Přibližně podél silnice Mezihoří – Orasín – Blatno vede hranice mezi geomorfologickými okrsky Bolebořská vrchovina a Rudolická hornatina. Většina zástavby vesnice se nachází na území Bolebořské vrchoviny v nadmořské výšce 550–585 metrů. Nejvyšším bodem území je kóta Legina s výškou 770 metrů, zatímco nejnižší bod se nachází v údolí Bíliny asi 900 metrů jihovýchodně od vesnice.
Z půdních typů se vyskytuje podzol kambický v západní a severozápadní části katastrálního území a kambizem dystrická ve východní a jihovýchodní části.

## Obyvatelstvo
Při sčítání lidu v roce 1921 zde žilo 243 obyvatel (z toho 118 mužů) německé národnosti, kteří byli s výjimkou jednoho evangelíka příslušníky římskokatolické církve. Podle sčítání lidu z roku 1930 měla vesnice 264 obyvatel: 263 Němců a jednoho cizince. Kromě příslušníka jedné z nezjišťovaných církví a jednoho člověka bez vyznání se ostatní hlásili k římskokatolické církvi.
|                                                                       | 1869 | 1880 | 1890 | 1900 | 1910 | 1921 | 1930 | 1950 | 1961 | 1970 | 1980 | 1991 | 2001 | 2011 | 2021 |
| --------------------------------------------------------------------- | ---- | ---- | ---- | ---- | ---- | ---- | ---- | ---- | ---- | ---- | ---- | ---- | ---- | ---- | ---- |
| Obyvatelé                                                             | 295  | 272  | 270  | 260  | 240  | 243  | 264  | 69   | 81   | 72   | 48   | 22   | 32   | 36   | 81   |
| Domy                                                                  | 47   | 47   | 43   | 45   | 43   | 44   | 46   | 33   | —    | 20   | 18   | 26   | 31   | 32   | 36   |
| Počet domů z roku 1961 je zahrnut v celkovém počtu domů obce Boleboř. |      |      |      |      |      |      |      |      |      |      |      |      |      |      |      |

## Obecní správa
Roku 1850 se Orasín stal samostatnou obcí, ale již v roce 1869 byl osadou Boleboře. V letech 1880–1950 je uváděn jako samostatná obec, ale roku 1954 byl připojen opět k Boleboři.
Při volbách do obecních zastupitelstev konaných 22. května 1938 v Orasíně žilo 155 voličů. Volby však neproběhly, protože kandidátní listinu podala pouze Sudetoněmecká strana, která se tak automaticky stala vítězem voleb.

## Hospodářství
Na říčce Bílině se nachází malá vodní elektrárna.

## Doprava
Orasínem vede silnice třetí třídy č. 25211 z Boleboře do Kalku, ze které na návsi odbočuje účelová komunikace do údolí Bíliny a k jirkovské vodní nádrži. Na návsi také stojí zastávka autobusové linkové dopravy. Nejbližší železniční stanice a zastávky jsou Jirkov na trati Chomutov–Jirkov a Jirkov zastávka na trati Ústí nad Labem – Chomutov. Vesnicí vede modře značená turistická trasa ze Zákoutí do Boleboře a cyklotrasa č. 3079 z Bezručova údolí do Rudolic v Horách.

## Pamětihodnosti
Západně od návsi stojí kaple z devatenáctého století, která byla opravena v roce 1995. Na jednom z domů bývala věžička se zvonem, který byl před jejím zánikem přemístěn do bolebořského kostela svatého Mikuláše. U domu čp. 46 se nachází smírčí kříž s letopočtem 1626 z Okořína.

## Osobnosti
V Orasíně se narodil a větší část života prožil malíř krušnohorské krajiny Louis Zimmermann.

## Další fotografie

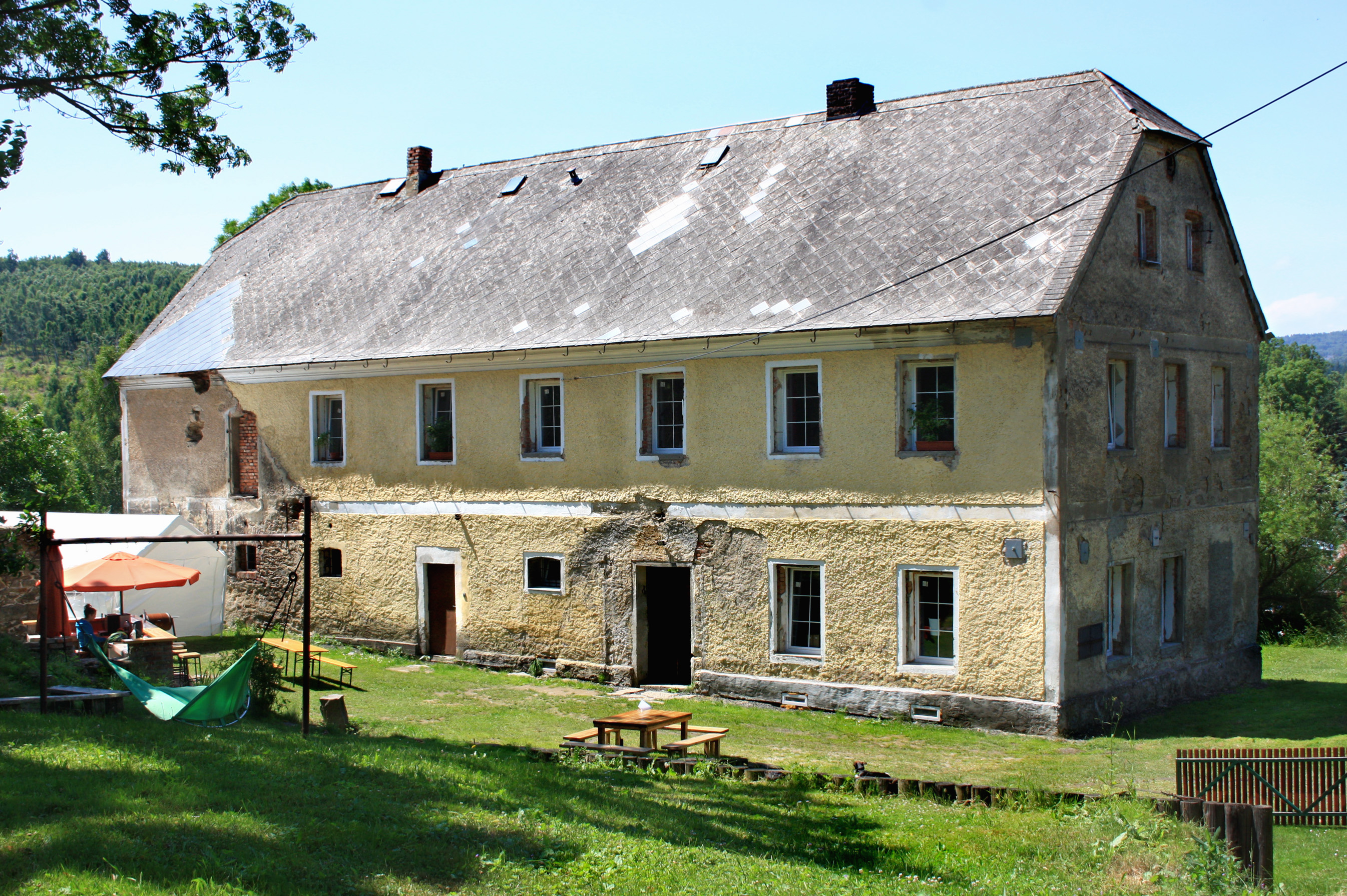
Hospoda
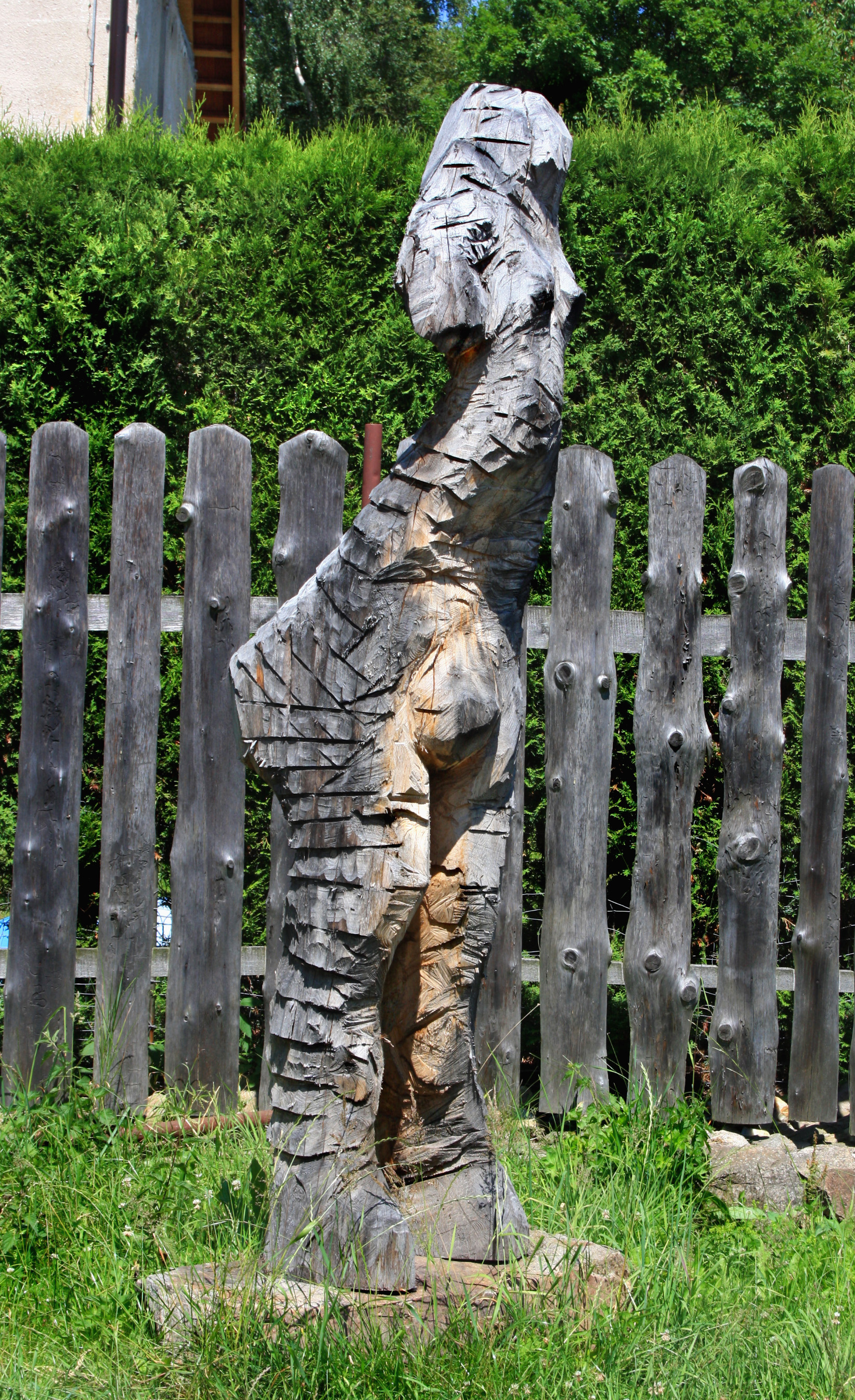
Dřevěná plastika ženy na západní návsi
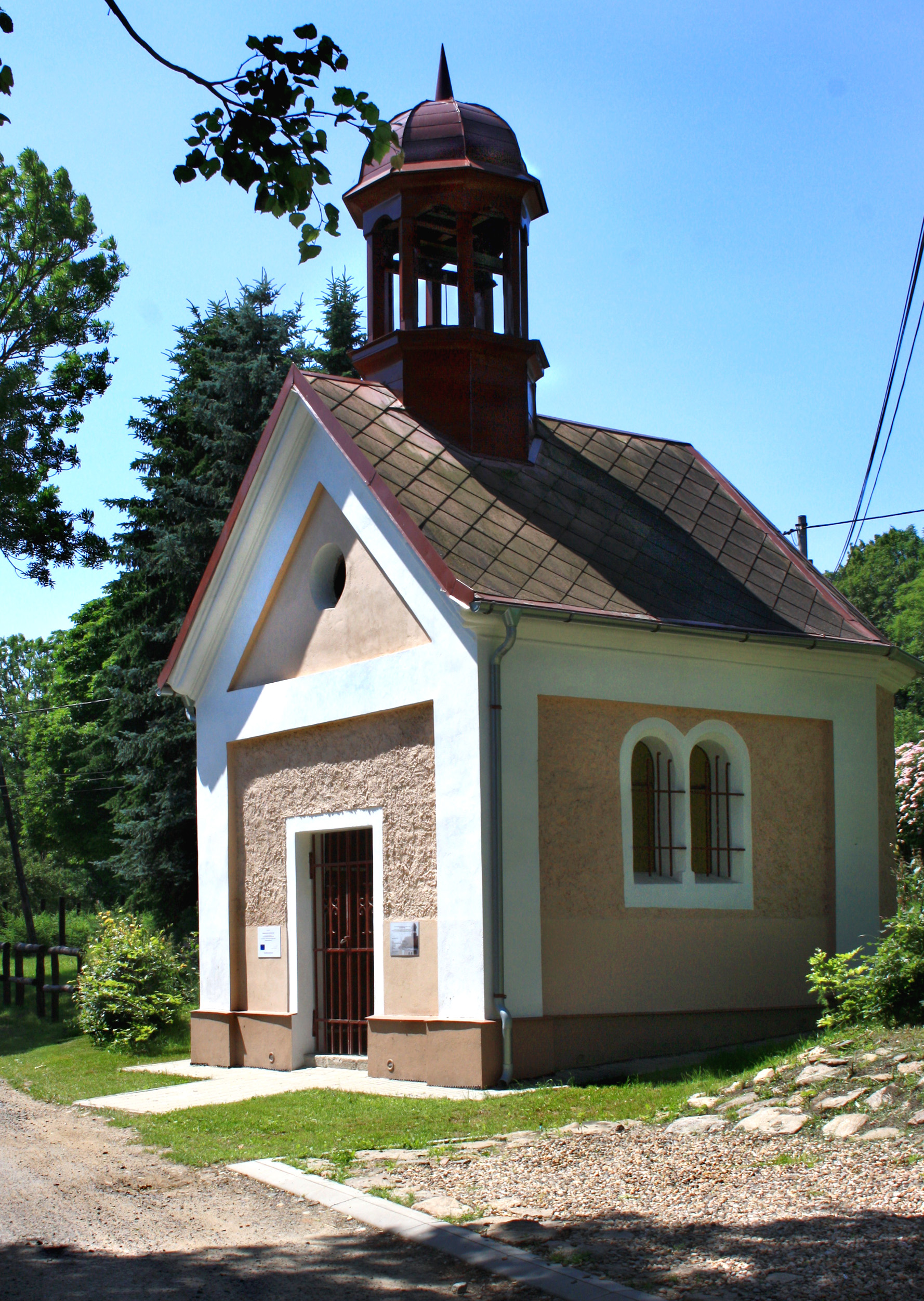
Kaplička na východní návsi
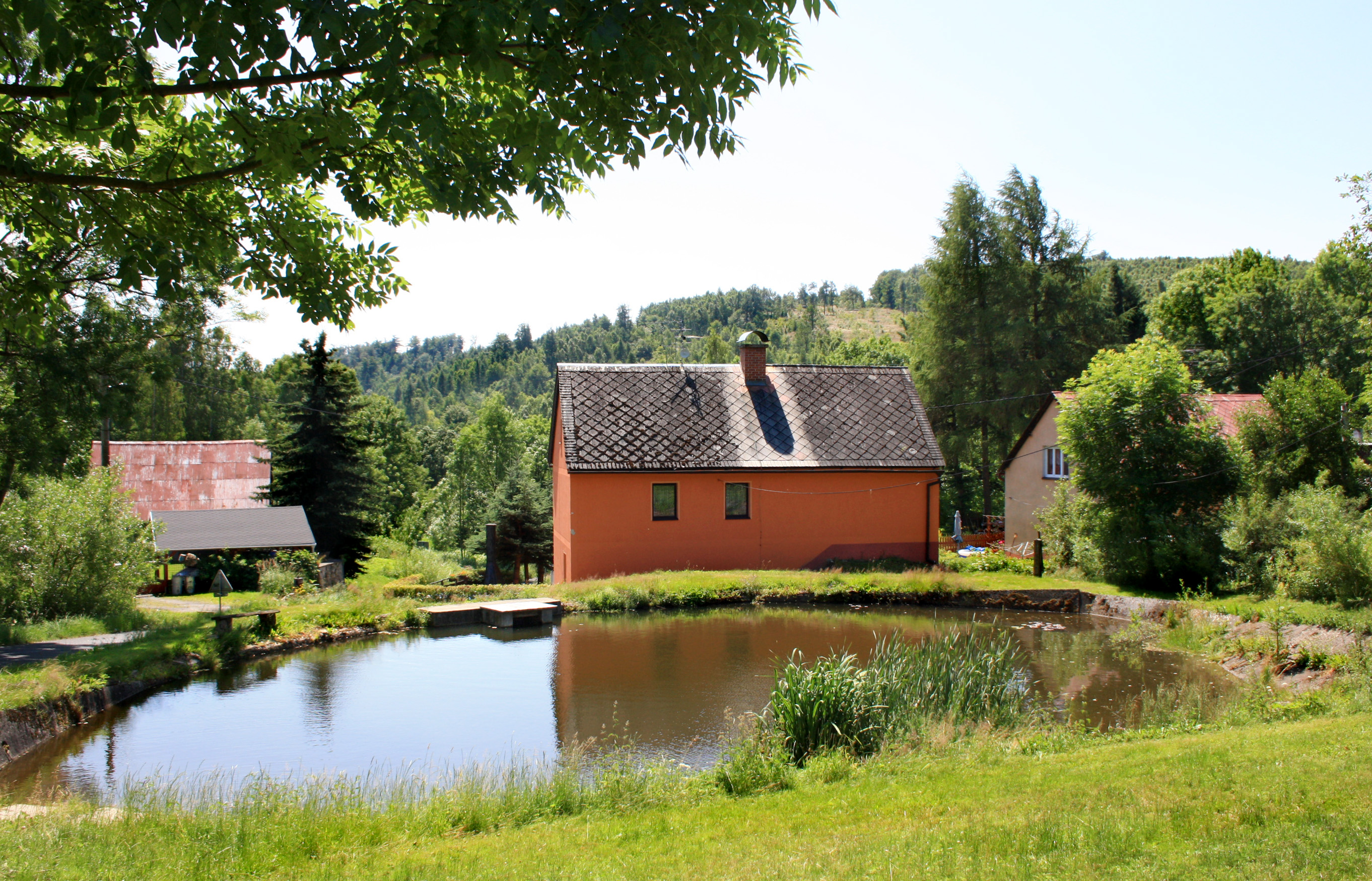
Rybníček pod vsí